# Bruškai mészárlás
A bruškai mészárlás (horvátul: pokolj u Bruški) egy háborús bűn volt, amelyet a krajinai szerbek félkatonai erői követtek el Bruška horvát faluban a horvátországi háború idején.

## A gyilkosságok
A gyilkosságok 1991. december 21-én történtek a horvátországi Benkovac város közelében fekvő Bruškában, egy kis faluban, amikor a Marinovići falurészen szerb félkatonai csapatok 10 civilt végeztek ki. Közülük kilenc a Marinović családtagja, egy pedig egy szerb szomszéd volt. Az áldozatok éppen kártyáztak, amikor a „Knindže” nevű félkatonai csoport tagjai a házba behatolva kivezették, és a helyszínen lelőtték őket.
Az eset túlélő szemtanúja Ante Marinović elmondta, hogy 1991. december 21-én este, miközben ő, testvére, apja, nagynénje és szomszédja, Stevo Drača kártyáztak a krajnai szerb milícia három fegyveres tagja behatolt bruškai házukba. „Azt mondták, hogy álljunk fel az asztaltól, és menjünk ki. Kivittek minket a házból, felsorakoztak a fal mellé, és lövöldözni kezdtek” – mondta a szemtanú. Elmondta, hogy Sveto és Petar bácsi futni kezdtek, de rájuk lőttek és az udvar kapujánál megölték őket, miközben ő apjával és testvérével, Dušannal és Dragan Marinovićcsal együtt golyótól találva esett el. „Öt golyótól megsebesültem, a földre estem és elvesztettem az eszméletemet. Amikor magamhoz tértem, láttam, hogy apám és bátyám meghaltak mellettem” – mondta. Ezután elmesélte, hogyan ment az erdőn keresztül a 6-7 km-re lévő Klanjeva Draga faluba, ahol rokonai fogadták, akik mentőt hívtak. Először Benkovacba vitték, ahol sebeit bekötözték, majd a knini kórházba került, ahol körülbelül 10 napig tartózkodott. Hangsúlyozta a knini orvosok korrekt hozzáállását.

## Következmények
A félkatonai csoport a parancsnoka Dragan Vasiljković volt, aki ellen a Horvát Igazságügyi Minisztérium vádat emelt. Vasiljkovićot 2006-ban tartóztatták le Ausztráliában, és 2015-ben adták ki Horvátországnak.
A krajinai szerb vezetőt, Milan Martićot is felelősségre vonták a bruškai tragédia miatt. Ante Marinović a Martić-per tárgyalásán elmesélte, hogyan tudta meg a knini kórházban, hogy a Bruška elleni támadásban további hat civil vesztette életét – Ika, Dragan, Stana, Manda, Krste és Draginja Marinović. Az ügyész kérdésére, hogy tudja-e, miért ölték meg őket, azt válaszolta: „Csak azért, mert horvátok”. Megerősítette, hogy mindannyian fegyvertelen civilek voltak, és nem tanúsítottak ellenállást. A kórházból hazafelé menet csak nagybátyját és nagynénjét találta életben, majd elment a likai húgához és sógorához. Ante Marinović elmondta, hogy továbbra is szenved sérülésének súlyos következményeitől, nehezen mozgatja a karját, nagy fájdalmai vannak a lábában, és emiatt már nem tud dolgozni. Martić 2006. február 9-iki tárgyalásán a bruškai mészárlás másik túlélő áldozata, Jasna Denona (született Marinović), aki szintén súlyosan megsérült és még akkor is szenvedte a következményeit, szintén vallomást tett. Martićot 2007. június 12-én 35 év börtönre ítélték és az ítéletet a Hágai Nemzetközi Törvényszék fellebbviteli tanácsa 2008. október 8-án helyben hagyta.

## Fordítás
- Ez a szócikk részben vagy egészben  a   Bruška massacre című angol Wikipédia-szócikk ezen változatának fordításán alapul.  Az eredeti cikk szerkesztőit annak laptörténete sorolja fel. Ez a jelzés csupán a megfogalmazás eredetét és a szerzői jogokat jelzi, nem szolgál a cikkben szereplő információk forrásmegjelöléseként.